# 忠诚老实政治自觉运动
“忠诚老实政治自觉”运动，也称“忠诚老实运动”、“忠诚老实交代清楚个人历史运动”，是1951年5月至1952年中华人民共和国的一场政治运动。属于中华人民共和国建国初期三大政治运动“镇压反革命运动”、“土地改革运动”、“抗美援朝运动”的组成部分。
“忠诚老实运动”分为兩個階段：1951年的“忠诚老实运动”从属于“镇压反革命运动”；1952年的“忠诚老实运动”从属于主要在各级学校教职员和高中以上学生中进行的知识分子思想改造运动。思想改造运动过程分为“三反”、思想批判和忠诚老实运动、思想总结三个阶段，要求划清敌我界限、批判资产阶级个人主义思想，树立为人民服务思想。

## 历史
中华人民共和国成立前后，从城市招录了大批知识分子与知识青年，组建、扩充了大批国家机关、学校、部队，人员来自四面八方，大部分不是老區来的骨干，中共認為这些新的人员，其中有些人存在假报阶级出身、假学历、假经历等问题，并且思想作风不同程度上留恋著中華民國大陸時期的制度，因此组织上要掌握他们真实的个人历史和思想。
1951年4月29日兼任华北人民革命大学校长的华北局第三书记刘澜涛向中央提交了关于华北革大开展“忠诚老实政治自觉”运动的情况和经验的报告。报告说，开展这一运动的目的，是划清革命与反革命界线，解除很多学员思想中不必要的顾虑，使之安心学习；同时暴露和镇压隐藏在学员中的反革命分子，纯洁学员队伍，以利于争取改造大多数，巩固统一战线。刘澜涛提到这次运动的主要经验有：
1. 目的明确，主要是为了弄清革命与反革命，不是搞思想意识、生活作风或学习态度等问题。
2. 主要首长作动员报告，开门见山，单刀直入，说明政策，召号有问题的人看清前途，相信政策，扫除顾虑，老实坦白。掌握的原则是：
  1. 自觉自愿不追不逼；
  2. 只搞属于政治性的问题；
  3. 不拘形式，写讲均可；
  4. 实事求是，不扩大也不缩小。
3. 及时解决群众的顾虑，统一认识，分清敌我，划清界线，分化和孤立反动分子，形成群众性的拥护镇压反革命的优势。
4. 组织强有力的领导机构，严格控制，统一计划，勤加检查，一致步调，并应适可而止。
5. 对罪恶很大又拒不坦白的分子，大张旗鼓，宣布罪状，作出结论，予以逮捕。对真诚悔过，不完全悔过和完全不悔过者，区别对待。

1951年5月4日，毛泽东批转了上述报告并写了批语，要求华东局、中南局、华南分局、西南局、西北局、东北局在机关、学校、部队中清查反革命分子时参考华北革大的经验。从而在全国的公职单位掀起了“忠诚老实政治自觉”运动。
实际上，“忠诚老实运动”分为不同的2类，1951年的“忠诚老实运动”从属于“镇压反革命运动”，运动目标是在公职人员中划清敌我、纯洁组织队伍；1952年的“忠诚老实运动”从属于知识分子思想改造运动。
例如1951年6月2日，武汉市委第一书记张平化在全市干部大会上作《关于开展忠诚老实运动》的报告。武汉市委决定，以市直机关为重点，在干部队伍中开展忠诚老实运动，其目的是“对干部进行一次了解和审查，纯洁机关组织和干部队伍，解决部分干部对党和政府存在‘三心二意’的思想”。这一运动，贯彻“政治自觉、不追不逼、后果自负”的原则，采取“团结改造、与人为善，治病救人”的方针。运动在武汉市从6月4日开始，到6月20日结束，共有2万人(其中党员1526人)参加了这一运动，交待出各种问题的有2464人。
再如在全国性的镇压反革命运动中，各民主党派在政协全国委员会的统一领导下，组织机关班干部和农工党员进行“忠诚老实”的学习；农工民主党北京市整委会通过学习使广大干部和党员都提高了政治觉悟，分清了敌我界限，卸下了历史包袱，进一步纯洁了组织。
广州市公安机关为纯洁革命队伍，1951年开展了“忠诚老实运动”，进行内部清理结束后，于1952年1月，开展了反贪污、反浪费、反官僚主义的三反运动。经过学习文件，民主检查，反贪污斗争和民主建设四个阶段，至1952年9月5日结束。
狭义的思想改造运动始于1951年秋，但此前开展的“忠诚老实”运动，在形式和内容上都与思想改造运动颇有相似之处，实际上是思想改造运动的前奏。1951年11月30日，中共中央发出《关于在学校中进行思想改造和组织清理工作的指示》，要求在所有大、中、小学校教职员和高中以上学生中普遍进行思想改造工作并在此基础上，在大中小学教职员专科以上学生中，组织忠诚老实交清历史的运动，清理其中的反革命分子。按照“运动”的规定，参加运动的个人都要写出《自传》，交代清楚个人经历、学历、家庭出身。 1952年1月7日，全国政协做出《关于开展各界人士思想改造的学习运动的决定》。知识分子思想改造运动从教育界逐步扩展到文艺界、科技界、各民主党派、各级政府机关、各人民团体、各工商界和宗教界中的广大知识分子，形成了一个全国规模的知识分子思想改造运动。1952年初开展“三反”“五反”运动。根据中共中央的指示，思想改造运动与“三反”运动结合进行，从1952年3月中旬起，各地高校的“三反”运动，陆续转入思想批判阶段。5月以后,各校逐步转入清理阶级阶段。组织了忠诚老实交清历史运动，清查了隐藏的反革命分子。